# Maria Christina van Savoye
De zalige Maria Christina van Savoye (Cagliari, 14 november 1812 - Caserta, 31 januari 1836) was een dochter van Victor Emmanuel van Sardinië en Maria Theresia van Oostenrijk-Este. Haar bijnaam was la Reginella Santa.

## Familie
Ze werd geboren als jongste dochter van koning Victor Emanuel I van Sardinië en diens vrouw Maria Theresia van Oostenrijk-Este. Ze had vijf oudere zussen, waarvan er een op eenjarige leeftijd overleed, de andere waren: Maria Beatrix, die getrouwd was met hertog Frans IV van Modena. Maria Theresia, vrouw van Karel Lodewijk van Bourbon-Parma. Een andere zuster van haar was Maria Anna, de vrouw van keizer Ferdinand I van Oostenrijk. Daarnaast had ze ook nog een oudere broer: Karel Emanuel (1796-1799).
Haar grootouders aan vaderskant waren: koning Victor Amadeus III van Sardinië en koningin Maria Antonia van Bourbon. 
Haar grootouders aan moederskant waren: aartshertog Ferdinand van Oostenrijk en diens vrouw Maria Beatrice d'Este. Ferdinand was het veertiende kind en derde zoon van keizer Frans I Stefan en Maria Theresia van Oostenrijk. Maria Beatrice was een dochter van Ercole III d'Este, de hertog van Modena.

## Huwelijk
Op 21 november 1832 trad Maria Christina is het huwelijk met koning Ferdinand II der Beide Siciliën. De bruid was twintig jaar oud en de bruidegom tweeëntwintig. Ferdinand was sinds 1830 de derde koning van het Koninkrijk der Beide Siciliën. Uit het huwelijk werd één kind geboren:
- Frans van Assisi Maria Leopold (16 januari 1836 - 27 december 1894), koning der Beide Siciliën na de dood van zijn vader in 1859. Hij was getrouwd met een jongere zus van de Oostenrijkse keizerin Elisabeth, Marie in Beieren.

Maria Christina stierf twee weken na de geboorte van haar enig kind. Zij werd zalig verklaard op 25 januari 2014. Haar feestdag is 31 januari.